# 伊索屈勒

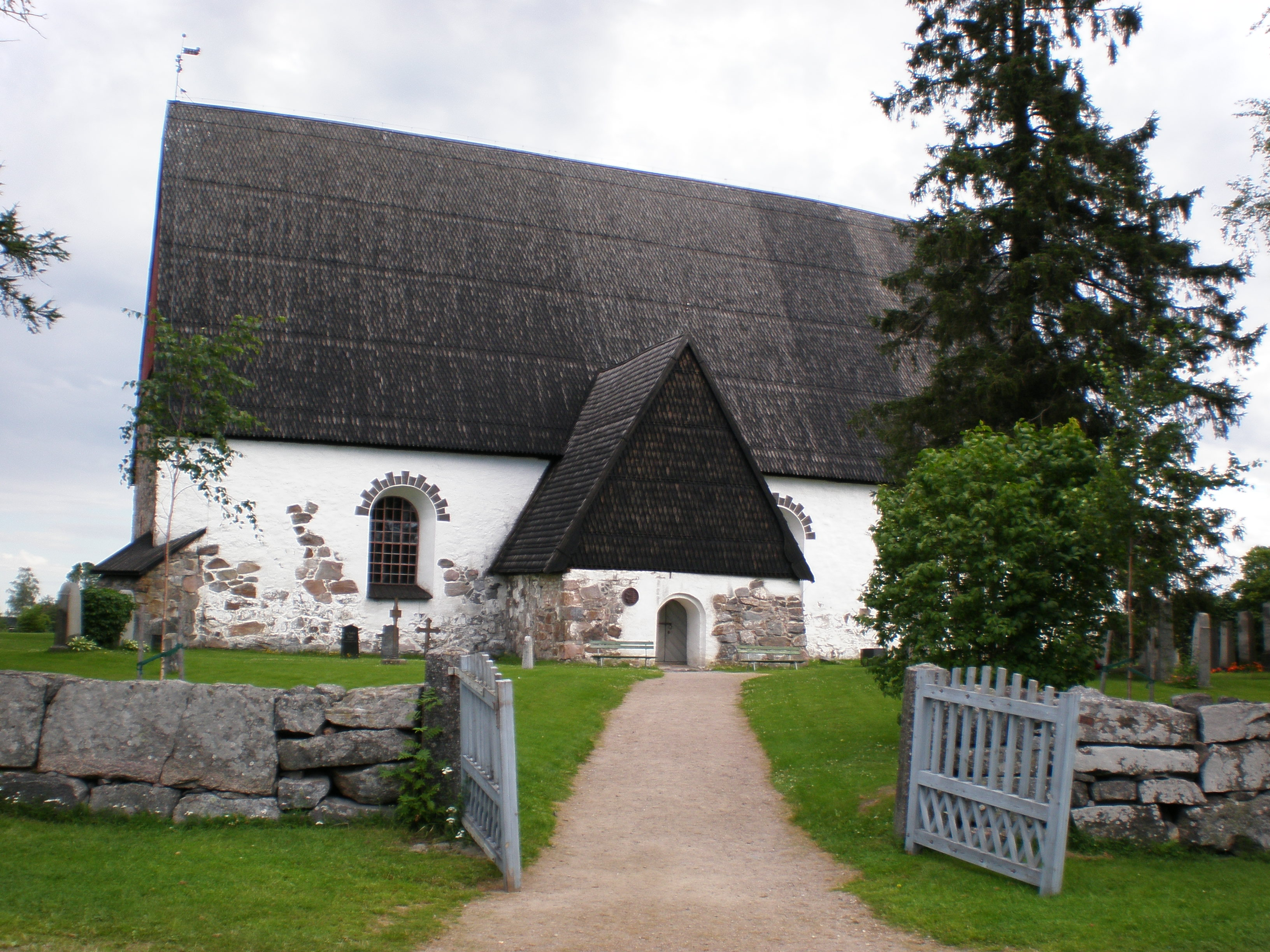
伊索屈勒教堂

伊索屈勒（芬蘭語：Isokyrö）是芬蘭南博滕區的市鎮，位於該國西部，始建於1785年，面積357平方公里，最高點海拔高度70米，2013年人口4,871，人口密度為每平方公里13.75人。

## 历史
伊索屈勒原属博滕區，2021年1月1日起加入南博滕區。